# Haplochrois theae
Haplochrois theae is een vlinder uit de familie van de grasmineermotten (Elachistidae). De wetenschappelijke naam van de soort is, als Parametriotes theae, voor het eerst geldig gepubliceerd in 1916 door Kuznetsov.